# Josef Urban (1946)
Josef Urban (8. června 1946 Nový Hrozenkov) je bývalý československý a český zápasník.

## Sportovní kariéra
Je rodákem z Nového Hrozenkova. Se zápasem začínal v Ostravě pod vedením Jaromíra Harenčíka a Kamila Odehnala. Do československé reprezentace se dostal v polovině šedesátých let dvacátého století během vojenské služby v Hodoníně.
V roce 1966 startoval na mistrovství Evropy v německém Karlsruhe ve volném stylu, protože jedničkou v Česku tradičnějším klasickém stylu byl řadu sezon Jiří Kormaník. V Karlsruhe zaskočil v úvodním kole dvojitým nelsonem favorizovaného Ference Balló a ve druhém kole měl štěstí na volný los. Ve čtvrtém kole vyřadil zvláštností hracího systému Sověta Andro Cchovreboviho. Aby Cchovreboviho vyřadil nesměl prohrát před časovým limitem, což se mu podařilo a postoupil do finále s Turkem Hasanem Güngörem. S favoritem prohrál na technické body a obsadil nečekané druhé místo.
V červnu na mistrovství světa v americkém Toledu potvrdil květnovou formu z mistrovství Evropy, ke které mu přálo i dobré nalosování. V první a druhém kole porazil mezinárodně málo známe zápasníky a ve třetím kole měl štěstí na volný los. Ve čtvrtém kole dovedl úspěšně k remíze zápas s Mongolem Mönchbatem a postoupil mezi finálovou trojici s favorizovaným Bulharem Prodanem Gardževem a Turkem Hasanem Güngörem. Na své finálové soupeře nestačil a obsadil konečné třetí místo. Protože Jiří Kormaník do Spojených států neodjel startoval i v klasickém stylu, ve kterém byl vyřazen ve třetím kole dosažením šesti negativních klasifikačních bodů.
Po návratu z vojny ho do Teplic zlákal trenér Vladimír Kochman. V reprezentaci však na úspěšný rok 1966 nenavázal. V olympijském roce měl vážné zdravotní problémy se zády. V květnu 1968 se podrobil operaci vyhřezlé ploténky a musel skončit s vrcholovým sportem.

## Výsledky

### Volný styl
| Turnaj             | 1966 | 1967 | 1968 |
| Turnaj             | 20   | 21   | 22   |
| Turnaj             | –87  | –87  | –87  |
| ------------------ | ---- | ---- | ---- |
| Olympijské hry     |      |      | —    |
| Mistrovství světa  | 3.   | —    |      |
| Mistrovství Evropy | 2.   | úč.  | —    |

### Řecko-římský styl
| Turnaj             | 1966 | 1967 | 1968 |
| Turnaj             | 20   | 21   | 22   |
| Turnaj             | –87  | –87  | –87  |
| ------------------ | ---- | ---- | ---- |
| Olympijské hry     |      |      | —    |
| Mistrovství světa  | úč.  | —    |      |
| Mistrovství Evropy | —    | —    | —    |

### Olympijské hry a mistrovství světa
| Olympijské hry a mistrovství světa                | Olympijské hry a mistrovství světa                | Olympijské hry a mistrovství světa                | Olympijské hry a mistrovství světa                | Olympijské hry a mistrovství světa                | Olympijské hry a mistrovství světa                | Olympijské hry a mistrovství světa                | Olympijské hry a mistrovství světa                | Olympijské hry a mistrovství světa                | Olympijské hry a mistrovství světa                | Olympijské hry a mistrovství světa                |
| Kolo                                              | Výsledek                                          | Bilance                                           | Soupeř                                            | Výsledek                                          | NKB                                               | ∑NKB                                              | Styl                                              | Datum                                             | Turnaj                                            | Místo                                             |
| 1966 Mistrovství světa do 87 kg v klasickém stylu | 1966 Mistrovství světa do 87 kg v klasickém stylu | 1966 Mistrovství světa do 87 kg v klasickém stylu | 1966 Mistrovství světa do 87 kg v klasickém stylu | 1966 Mistrovství světa do 87 kg v klasickém stylu | 1966 Mistrovství světa do 87 kg v klasickém stylu | 1966 Mistrovství světa do 87 kg v klasickém stylu | 1966 Mistrovství světa do 87 kg v klasickém stylu | 1966 Mistrovství světa do 87 kg v klasickém stylu | 1966 Mistrovství světa do 87 kg v klasickém stylu | 1966 Mistrovství světa do 87 kg v klasickém stylu |
| ------------------------------------------------- | ------------------------------------------------- | ------------------------------------------------- | ------------------------------------------------- | ------------------------------------------------- | ------------------------------------------------- | ------------------------------------------------- | ------------------------------------------------- | ------------------------------------------------- | ------------------------------------------------- | ------------------------------------------------- |
| 3. kolo                                           | prohra                                            | 2-4                                               | Kaarlo Wieser (FIN)                               | ?                                                 | 3                                                 | 8                                                 | Zápas řecko-římský                                | 21.-23. června 1966                               | Mistrovství světa                                 | Toledo, Spojené státy                             |
| 2. kolo                                           | remíza                                            | 2-3                                               | Petsch (AUT)                                      | ?                                                 | 2                                                 | 5                                                 | Zápas řecko-římský                                | 21.-23. června 1966                               | Mistrovství světa                                 | Toledo, Spojené státy                             |
| 1. kolo                                           | prohra                                            | 2-3                                               | Tevfik Kış (TUR)                                  | ?                                                 | 3                                                 | 3                                                 | Zápas řecko-římský                                | 21.-23. června 1966                               | Mistrovství světa                                 | Toledo, Spojené státy                             |
| 1966 Mistrovství světa do 87 kg ve volném stylu   |                                                   |                                                   |                                                   |                                                   |                                                   |                                                   |                                                   |                                                   |                                                   |                                                   |
| 6. kolo (F)                                       | prohra                                            | 2-2                                               | Prodan Gardžev (BUL)                              | ?                                                 | 3                                                 | 6 (F)                                             | Zápas ve volném stylu                             | 17.-19. června 1966                               | Mistrovství světa                                 | Toledo, Spojené státy                             |
| 5. kolo (F)                                       | prohra                                            | 2-1                                               | Hasan Güngör (TUR)                                | ?                                                 | 3                                                 | 3 (F)                                             | Zápas ve volném stylu                             | 17.-19. června 1966                               | Mistrovství světa                                 | Toledo, Spojené státy                             |
| 4. kolo                                           | remíza                                            | 2-0                                               | Džigdžidín Mönchbat (MGL)                         | ?                                                 | 2                                                 | 3                                                 | Zápas ve volném stylu                             | 17.-19. června 1966                               | Mistrovství světa                                 | Toledo, Spojené státy                             |
| 2. kolo                                           | vítězství                                         | 2-0                                               | Julio Graffigna (ARG)                             | lopatky                                           | 0                                                 | 1                                                 | Zápas ve volném stylu                             | 17.-19. června 1966                               | Mistrovství světa                                 | Toledo, Spojené státy                             |
| 1. kolo                                           | vítězství                                         | 1-0                                               | Ackermann (RSA)                                   | tech. body                                        | 1                                                 | 1                                                 | Zápas ve volném stylu                             | 17.-19. června 1966                               | Mistrovství světa                                 | Toledo, Spojené státy                             |

### Mistrovství Evropy
| Mistrovství Evropy                               | Mistrovství Evropy                               | Mistrovství Evropy                               | Mistrovství Evropy                               | Mistrovství Evropy                               | Mistrovství Evropy                               | Mistrovství Evropy                               | Mistrovství Evropy                               | Mistrovství Evropy                               | Mistrovství Evropy                               | Mistrovství Evropy                               |
| Kolo                                             | Výsledek                                         | Bilance                                          | Soupeř                                           | Výsledek                                         | NKB                                              | ∑NKB                                             | Styl                                             | Datum                                            | Turnaj                                           | Místo                                            |
| 1967 Mistrovství Evropy do 87 kg ve volném stylu | 1967 Mistrovství Evropy do 87 kg ve volném stylu | 1967 Mistrovství Evropy do 87 kg ve volném stylu | 1967 Mistrovství Evropy do 87 kg ve volném stylu | 1967 Mistrovství Evropy do 87 kg ve volném stylu | 1967 Mistrovství Evropy do 87 kg ve volném stylu | 1967 Mistrovství Evropy do 87 kg ve volném stylu | 1967 Mistrovství Evropy do 87 kg ve volném stylu | 1967 Mistrovství Evropy do 87 kg ve volném stylu | 1967 Mistrovství Evropy do 87 kg ve volném stylu | 1967 Mistrovství Evropy do 87 kg ve volném stylu |
| ------------------------------------------------ | ------------------------------------------------ | ------------------------------------------------ | ------------------------------------------------ | ------------------------------------------------ | ------------------------------------------------ | ------------------------------------------------ | ------------------------------------------------ | ------------------------------------------------ | ------------------------------------------------ | ------------------------------------------------ |
| 3. kolo                                          | prohra                                           | 3-4                                              | Prodan Gardžev (BUL)                             | lopatky                                          | 3                                                | 7                                                | Zápas ve volném stylu                            | 8.-10. července 1967                             | Mistrovství Evropy                               | Istanbul, Turecko                                |
| 2. kolo                                          | prohra                                           | 3-3                                              | Ernst Knoll (FRG)                                | tech. body                                       | 3                                                | 4                                                | Zápas ve volném stylu                            | 8.-10. července 1967                             | Mistrovství Evropy                               | Istanbul, Turecko                                |
| 1. kolo                                          | vítězství                                        | 3-2                                              | Rudolf Kobelt (SUI)                              | tech. body                                       | 1                                                | 1                                                | Zápas ve volném stylu                            | 8.-10. července 1967                             | Mistrovství Evropy                               | Istanbul, Turecko                                |
| 1966 Mistrovství Evropy do 87 kg ve volném stylu |                                                  |                                                  |                                                  |                                                  |                                                  |                                                  |                                                  |                                                  |                                                  |                                                  |
| 5. kolo (F)                                      | prohra                                           | 2-2                                              | Hasan Güngör (TUR)                               | tech. body                                       | 3                                                | 3 (F)                                            | Zápas ve volném stylu                            | 5.-7. května 1966                                | Mistrovství Evropy                               | Karlsruhe, Německo                               |
| 4. kolo                                          | prohra                                           | 2-1                                              | Andro Cchovrebovi (URS)                          | tech. body                                       | 3                                                | 3                                                | Zápas ve volném stylu                            | 5.-7. května 1966                                | Mistrovství Evropy                               | Karlsruhe, Německo                               |
| 3. kolo                                          | vítězství                                        | 2-0                                              | Umberto Marchegiani (ITA)                        | lopatky (5:30)                                   | 0                                                | 0                                                | Zápas ve volném stylu                            | 5.-7. května 1966                                | Mistrovství Evropy                               | Karlsruhe, Německo                               |
| 1. kolo                                          | vítězství                                        | 1-0                                              | Ferenc Balló (ROU)                               | lopatky                                          | 0                                                | 0                                                | Zápas ve volném stylu                            | 5.-7. května 1966                                | Mistrovství Evropy                               | Karlsruhe, Německo                               |